# جوجی کاتو
جوجی کاتو (انگلیسی: Joji Kato؛ زادهٔ ۶ فوریهٔ ۱۹۸۵) اسکیت‌باز سرعت اهل ژاپن است.